# Linda Wild
Linda Wild, auch Linda Harvey-Wild, (* 11. Februar 1971 in Arlington Heights, Illinois) ist eine ehemalige US-amerikanische Tennisspielerin.

## Karriere
Ihr bestes Abschneiden bei Grand-Slam-Turnieren erzielte Wild 1996 mit dem Erreichen des Viertelfinales bei den US Open im Einzel und mit dem Einzug ins Halbfinale der Wimbledon Championships im Doppel. Im selben Jahr bestritt sie auch zwei Doppelpartien für die Fed-Cup-Mannschaft der Vereinigten Staaten, die sie beide gewinnen konnte.

## Turniersiege

### Einzel
| Nr. | Datum              | Turnier  | Kategorie    | Belag           | Finalgegnerin   | Ergebnis      |
| --- | ------------------ | -------- | ------------ | --------------- | --------------- | ------------- |
| 1.  | 1. August 1993     | San Juan | WTA Tier III | Hartplatz       | Ann Grossman    | 6:3, 5:7, 6:3 |
| 2.  | 3. Oktober 1993    | Sapporo  | WTA Tier IV  | Teppich (Halle) | Irina Spîrlea   | 6:4, 6:3      |
| 3.  | 17. September 1995 | Nagoya   | WTA Tier IV  | Teppich (Halle) | Sandra Kleinová | 6:4, 6:2      |
| 4.  | 30. September 1995 | Peking   | WTA Tier IV  | Hartplatz       | Wang Shi-ting   | 7:5, 6:2      |
| 5.  | 14. April 1996     | Jakarta  | WTA Tier III | Hartplatz       | Yayuk Basuki    | kampflos      |